# Шиманішкі
Шиманішкі (пол. Szymaniszki) — село в Польщі, у гміні Бжезіни Бжезінського повіту Лодзинського воєводства.
Населення — 101 особа (2011).
У 1975—1998 роках село належало до Скерневицького воєводства.

## Демографія
Демографічна структура станом на 31 березня 2011 року:
|          | Загалом | Допрацездатний вік | Працездатний вік | Постпрацездатний вік |
| -------- | ------- | ------------------ | ---------------- | -------------------- |
| Чоловіки | 57      | 14                 | 41               | 2                    |
| Жінки    | 44      | 3                  | 29               | 12                   |
| Разом    | 101     | 17                 | 70               | 14                   |